# كاروكسازون
كاروكسازون هو مضاد اكتئاب مثبط أكسيداز أحادي الأمين عكوس يثبط أكسيداز أحادي الأمين نوع ب أكثر من نوع أ بخمس مرات. استخدم في علاج الاضطراب الاكتئابي لكنه غير متوفر حاليا.